# Carmona (Cavite)
Carmona (Tagalog: Bayan ng Carmona) ist eine philippinische Stadtgemeinde in der Provinz Cavite, in der Verwaltungsregion IV, Calabarzon. Sie hat 97.557 Einwohner (Zensus 1. August 2015), die in 14 Barangays lebten. Sie wird als Gemeinde der ersten Einkommensklasse auf den Philippinen und als urbanisiert eingestuft.
Carmona liegt im Osten der Provinz, an der Grenze zur Provinz Laguna. Die Topographie der Gemeinde ist gekennzeichnet durch das flachwellige Terrain der Ausläufer der Zentralen Luzon-Ebene. Ihre Nachbargemeinden sind Biñan City im Osten, General Mariano Alvarez im Nordwesten und Silang im Süden.

## Baranggays
- Bancal
- Cabilang Baybay
- Lantic
- Mabuhay
- Maduya
- Milagrosa
- Barangay 1 (Pob.)
- Barangay 2 (Pob.)
- Barangay 3 (Pob.)
- Barangay 4 (Pob.)
- Barangay 5 (Pob.)
- Barangay 6 (Pob.)
- Barangay 7 (Pob.)
- Barangay 8 (Pob.)